# Берекуа
Берекуа, также часто Гранд-Бей (англ. Berekua; Grand Bay) — деревня на южном побережье Доминики к югу от столицы страны Розо. Является административным центром и крупнейшим поселением округа Сент-Патрик. По переписи 2011 года население Берекуа составляло 2 134 человек.
Берекуа, который также часто неофициально называют Гранд-Бэй и Саут-Сити, является культурной столицей Доминики, представляет собой оживлённое сообщество. Непосредственно к югу от него за морем находится остров Мартиника.

## География
Деревня окружена несколькими живописными горными хребтами, включая Буа-Ден на юге, Палмисте на западе, Морн-Плат-Пэйс на северо-западе, Морн-Англэ и Морн-Ватт на севере, Фундленд на северо-востоке и востоке. Вдоль склонов этих гор расположены деревни Бельвю, Пишлен, Монтин, Тет-Морн, Гранд-Кулибри, Дубик и Стоу. Главная улица Берекуа — Лаллай-стрит, по обеим сторонам которой проживает большинство население. Кроме этого, в старый район входят улицы Мабушэ, Бэк-стрит, Хэгли, Уэйвин-Банан, Пауэлл и Берикуа. После урагана Дэвид в 1979 году деревня расширилась, включив в новые районы Женева, Хайленд, Бала-Парк и Болом.

## История
Гранд-Бэй стал первой деревней в Доминике, у которой появилась собственная радиостанция (RADIO ABA Mago), существующая с середины 1980-х годов.
Жители деревни известны тем, что поддерживают культурное наследие Доминики в танцах, музыке, искусстве, ремеслах и языке. Музыка каденс-липсо, креольский язык и многие другие традиции являются частью повседневной жизни сообщества.

## Экономика
Экономика основана в основном на сельском хозяйстве с производством различных корнеплодов, бананов, других фруктов и овощей для местного и зарубежного рынка. Есть ебольшая мебельная мастерская и множество небольших магазинов и закусочных. Кроме этого, жители занимаются изготовлением сувениров для туристов. В районе Женева был открыт небольшой завод по производству мыла.

## Известные уроженцы
- Пьер Чарльз (1954—2004) — политический и государственный деятель, премьер-министр Доминики в 2000—2004 годах.